# Anju
För andra betydelser, se Anju (olika betydelser).
Anju är en stad vid Chongchonfloden i provinsen Södra Pyongan i västra Nordkorea. Den är en av provinsens sex administrativa städer och hade 240 117 invånare vid folkräkningen 2008, på en yta av 359 km², varav 167 646 invånare bodde i själva centralorten.